# Harkakötöny vasútállomás
Harkakötöny vasútállomás egy Bács-Kiskun vármegyei vasútállomás, Harkakötöny településen, a MÁV üzemeltetésében. A község délnyugati részén helyezkedik el, közúti elérését az 54 107-es útból kiágazó, rövidke 54 312-es számú mellékút biztosítja.

## Vasútvonalak
Az állomást az alábbi vasútvonalak érintik:
- Kiskunhalas–Kiskunfélegyháza-vasútvonal

## Kapcsolódó állomások
A vasútállomáshoz az alábbi állomások vannak a legközelebb:
- Kiskunhalas vasútállomás (Kiskunhalas–Kiskunfélegyháza-vasútvonal)
- Tajó megállóhely (Kiskunhalas–Kiskunfélegyháza-vasútvonal)

## Forgalom
| Járat             | Útvonal | Gyakoriság |
| ----------------- | --- | ---------- |
| személyvonat      | Baja – Bácsbokod-Bácsborsód – Almás – Bácsalmás – Mélykút – Jánoshalma – Erdőszél – Kunfehértó – Kiskunhalas – Harkakötöny – Tajó – Kiskunmajsa – Jászszentlászló – Galambos – Kiskunfélegyháza                                      | Napi 1 pár |
| Kiskun InterRégió | Baja – Bácsbokod-Bácsborsód – Almás – Bácsalmás – Mélykút – Jánoshalma – Erdőszél – Kunfehértó – Kiskunhalas – Harkakötöny – Tajó – Kiskunmajsa – Jászszentlászló – Galambos – Kiskunfélegyháza – Kunszállás – Városföld – Kecskemét | 2 óránként |